# A Whiter Shade of Pale
«A Whiter Shade of Pale» (з англ. "Біле, наче сніг", дослівно "
відтінок, білішій блідого") — сингл групи Procol Harum, одна з найвідоміших композицій цієї групи. Пісню видано як перший сингл групи Procol Harum (12 травня 1967 року разом з композицією «Lime Street Blues» на другій стороні), а також як перший трек в американському виданні дебютного альбому Procol Harum (вересень 1967 року).
Пісня досягла №1 в британському чарті синглів (UK Singles Chart) 8 червня 1967 року і залишалася на цьому місці протягом шести тижнів. Без особливої реклами вона досягла № 5 в американських чартах. Також займала першу позицію в чартах Нідерландів, Німеччини, Австралії, Ірландії.
«A Whiter Shade of Pale» входить в число менше ніж 30 синглів усіх часів, які були продані в кількості більш ніж 10 млн копій по всьому світу. У 2004 році журнал Rolling Stone помістив її на 57-е місце в своєму списку «500 найкращих пісень усіх часів».

## Музика і текст
Пісню написав Гері Брукер на вірші Кіта Ріда. Мелодія пісні навіяна музикою Й. С. Баха. Її стилістичні прототипи знаходять, наприклад, в популярному протестантському хоралі «Wachet auf, ruft uns die Stimme» (Бах обробляв його кілька разів, у тому числі, в кантаті №140), в симфонії до кантати №156, в Арії з оркестрової Сюїти №3 (BWV 1068) та ін. У 2009 році за рішенням Палати лордів Брукер поділив авторство музики з Метью Фішером.
Кіт Рід наштовхнувся на назву і відправну точку пісні на вечірці в будинку Гая Стівенса (один із засновників групи, автор назви і продюсер). Гай сказав дружині Дайані, що вона сильно зблідла. Пізніше Рід перефразував ці слова. Спочатку текст пісні складався з чотирьох куплетів, з яких лише два потрапили до оригінального запису. Третій куплет можна було почути на концертах групи, а четвертий звучав зовсім рідко . Автор книги  «Procol Harum: по той бік "блідості"»  (англ.  Procol Harum: Beyond the Pale ), Клас Йоґансен (англ. Claes Johansen), припускає, що пісня «розповідає в метафоричній формі про стосунки чоловіка і жінки, які після переговорів закінчуються статевим актом» . Цю версію підтримує і  Тімом де Лілем у книзі «Життя найкращих пісень», який відзначає, що текст говорить про спокушання в стані алкогольного сп'яніння, яке описується натяками, міфологічними і буквальними, на секс у вигляді морської подорожі  . Інші спостерігачі також заявляли, що текст говорить про сексуальні стосунки . Метафоричності тексту надають згадки образів класичного мистецтва. Так рядок "As the miller told his tale/Що млинар сповісти зміг" відсилає до Кентерберійських оповідань поета Джеффрі Чосера, де герої розповідають свої історії, зокрема, і млинар Робін.  А рядок "One of sixteen vestal virgins/Однією з дів-весталок", містить натяк на страту як покарання для дів-весталок за порушення обітниці цнотливості.

## Медіа
Відео: Procol Harum — A Whiter Shade of Pale / Прóукел Гарýм — Біле, наче сніг, український переклад Тетяни Роджерс та Олекси Кириченка.

## Відгуки
Слова – це психоделічний калейдоскоп фрагментів; натяки і образи з низки джерел (деякі реальні, деякі уявні). Частина їхнього призначення полягає не в тому, щоб мати сенс у будь-якому звичайному розумінні, а в тому, щоб кидати виклик умовним значенням. Щоб почати «пояснювати» слова, ми повинні спочатку розпізнати їхню емоційну силу – свого роду містичну меланхолію. Слова випливають з музичної обстановки, запозиченої зі сюїти Баха № 3 Ре Мажор. Але вирішальне значення для
розуміння слів має необхідність розглядати пісню в контексті Літа Любові* 1967 року. Разом з іншими прикладами психоделічного поп – наприклад, "Sunshine Superman" (Donovan), "Purple Haze” (Jimi Hendrix Experience) та “Hole In My Shoe”(Traffic) – “A Whiter Shade of Pale” намагається сформулювати відступ “раціонального” і очищення дверей сприйняття (“Нема причини, каже, Сам правду бачиш ти ... “), завдяки розширення розуму досвідом кислотної поїздки**.

Джон Сторі, викладач культурології, Університет Сандерленда.
*Літо Любові – соціальне явище, яке мало місце влітку 1967 року, коли близько 100 тис. люду, переважно молоді, збиралися на околиці Сан-Франциско в Хайт-Ешбері, демонструючи стиль одягу та поведінки хіпі. Хоча хіпі також збиралися в багатьох інших місцях у США, Канаді та Європі, саме Сан-Франциско на той час був найпопулярнішим місцем для субкультури хіпі.
**Вживання галюциногенного наркотичного препарату ЛСД.

Пісня про хлопця, який пізніше у житті працює млинарем і розповідає свою історію про себе і про жінку, як, застрягши у морі на мілині, вони обидва галюцинують та близькі до смерті, і він дивиться, як жінка нарешті помирає. Дуже сумно, мені знадобилося багато часу, щоб усвідомити це.

Джеральд Бейкс, Медісон, США.

Мені було 18 років, вперше у житті я був далеко від дому і робив, як я вважав, що треба для країни, але також доводив собі, що я 100% американець. Я був у В'єтнамі у складі 1-ї дивізії морської піхоти у 1969-1970 роках. Пам'ятаю, як я слухав цю пісню і виплакував собі очі. Я не знаю чому, тоді я навіть не розумів про що пісня. Але пісня мала такий вплив на мене, який я не можу пояснити. Кожен раз, коли я чую цю пісню, вона повертає мене до В'єтнаму. Тепер мені 67 років, і я все ще плачу, коли слухаю цю пісню. Моя версія того, що означає біліший відтінок блідого, трохи відрізняється від пісенної.

Ден Кавахара